# Eichhorst (Friedland)
Eichhorst ist ein Ortsteil der Stadt Friedland im Landkreis Mecklenburgische Seenplatte im Osten Mecklenburg-Vorpommerns.

## Geografie
Das Ortsgebiet liegt auf einer Grundmoräne östlich des Urstromtales der Datze etwa acht Kilometer südlich der Stadt Friedland und 18 Kilometer östlich von Neubrandenburg. Eichhorst ist von drei kleinen Seen umgeben – in Richtung Süden nimmt die Zahl der Seen allmählich zu (Feldberger und Uckermärkisches Seengebiet). Östlich und südlich erhebt sich das Gelände auf über 150 m ü. NN (Brohmer Berge und Helpter Berge).
Zu Eichhorst gehören die Orte Jatzke (Eingemeindung am 1. Januar 2001) und Liepen (Eingemeindung am 1. Januar 1973).

## Geschichte

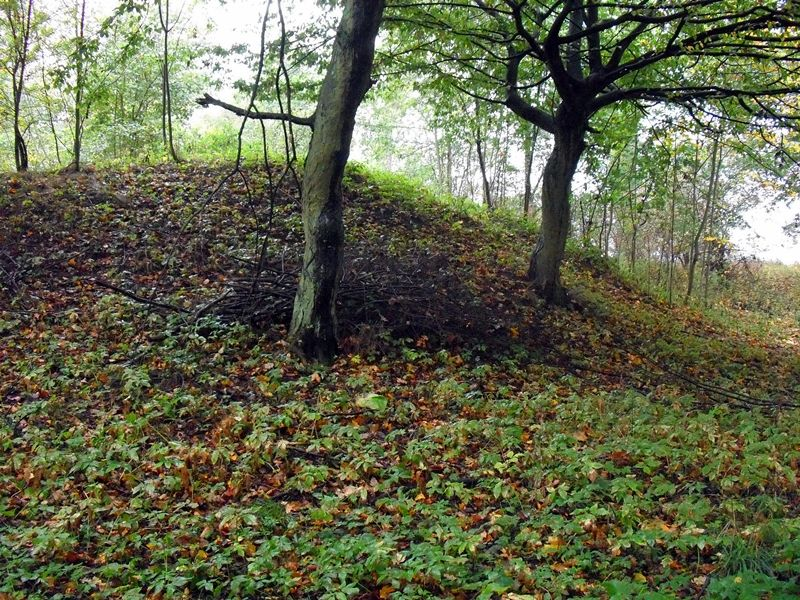
Burgwall Jatzke

Eine seit der Jungsteinzeit durchgehende Besiedlung der Gemarkungen im Bereich von Eichhorst ist anhand einer Reihe von ur- und frühgeschichtlichen Fundplätzen belegbar. Bedeutendstes archäologisches Denkmal ist neben einigen stark eingeebneten bronzezeitlichen Hügelgräbern ein slawischer Burgwall am Ortsrand von Jatzke. Die an der Südseite des Burgwalls stehende „Steinkiste“ ist der Nachbau eines steinzeitlichen Grabes und stammt aus dem 19. Jahrhundert.
1298 wurde der als Angerdorf angelegte Ort als Eykchorst erstmals urkundlich erwähnt. Der Name ist wohl auf die damals großen Eichenwälder zwischen dem Datzetal und den Brohmer Bergen zurückzuführen.
Im Dreißigjährigen Krieg wurde auch Eichhorst völlig zerstört.
Seit 1701 gehörte Eichhorst zu Mecklenburg-Strelitz.
Die heutige Form der Eichhorster Feldsteinkirche entstand nach Umbauarbeiten im Jahr 1837. Das Herrenhaus entstand auf der Grundlage älterer Vorgängerbauten 1821 in klassizistischem Stil. Bis zur Enteignung 1945 wechselten die Gutsbesitzer mehrmals, u. a. die Bredow, Engel und Schwerin. Von 1964 bis 1990 wurde das Gutshaus teilweise als Schule genutzt. Das stark renovierungsbedürftige Gebäude hat seitdem noch keinen neuen Besitzer gefunden.
Aufgrund des Gebietsänderungsvertrages zwischen der Stadt Friedland und der Gemeinde Eichhorst vom 12. Dezember 2013 wurde Eichhorst mit seinen Ortsteilen zum 25. Mai 2014 nach Friedland eingemeindet.

## Sehenswürdigkeiten
- Feldsteinkirche in Eichhorst
- Feldsteinkirche in Jatzke
- Gotische Backsteinkirche in Liepen

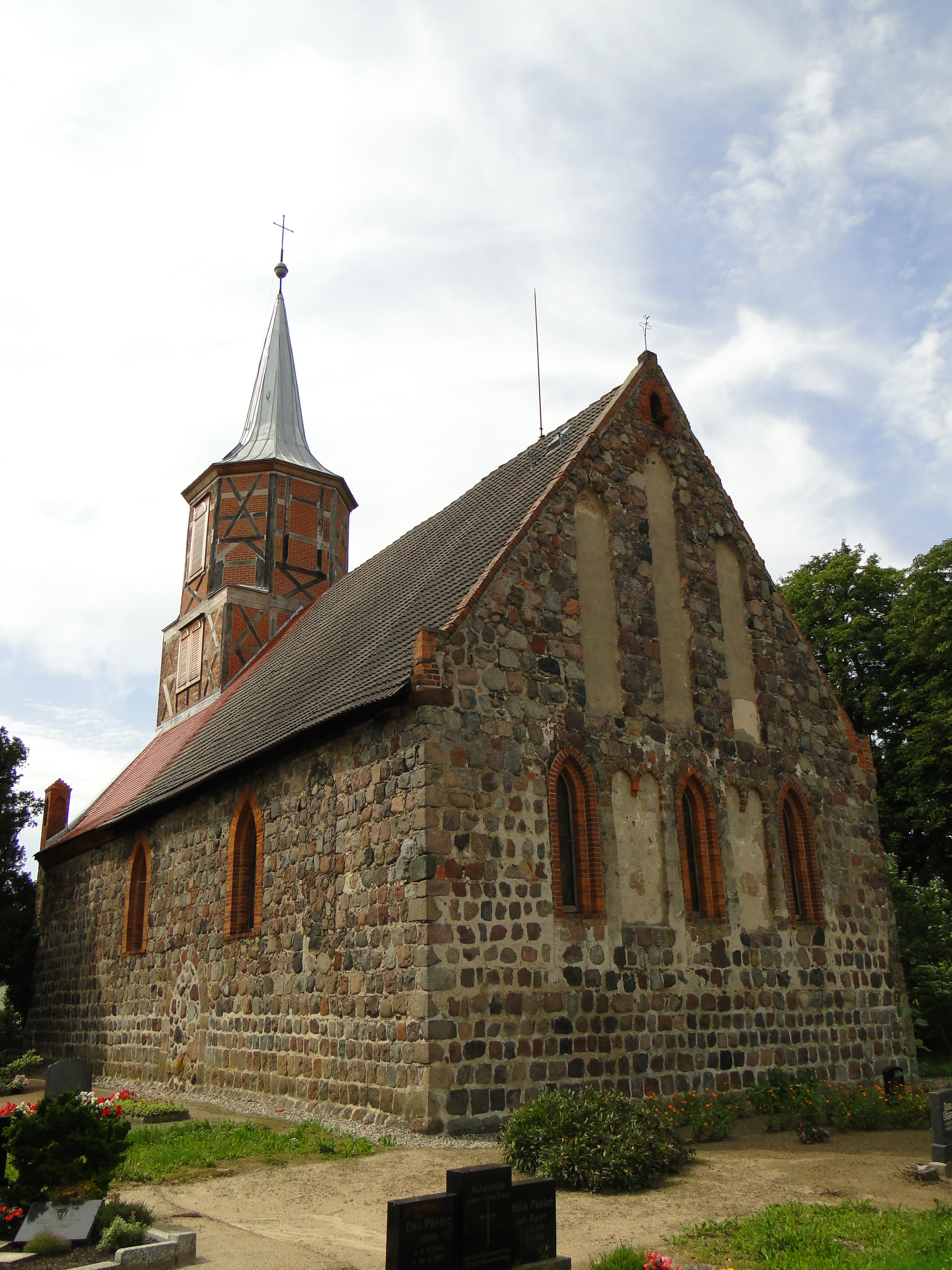
Kirche in Eichhorst
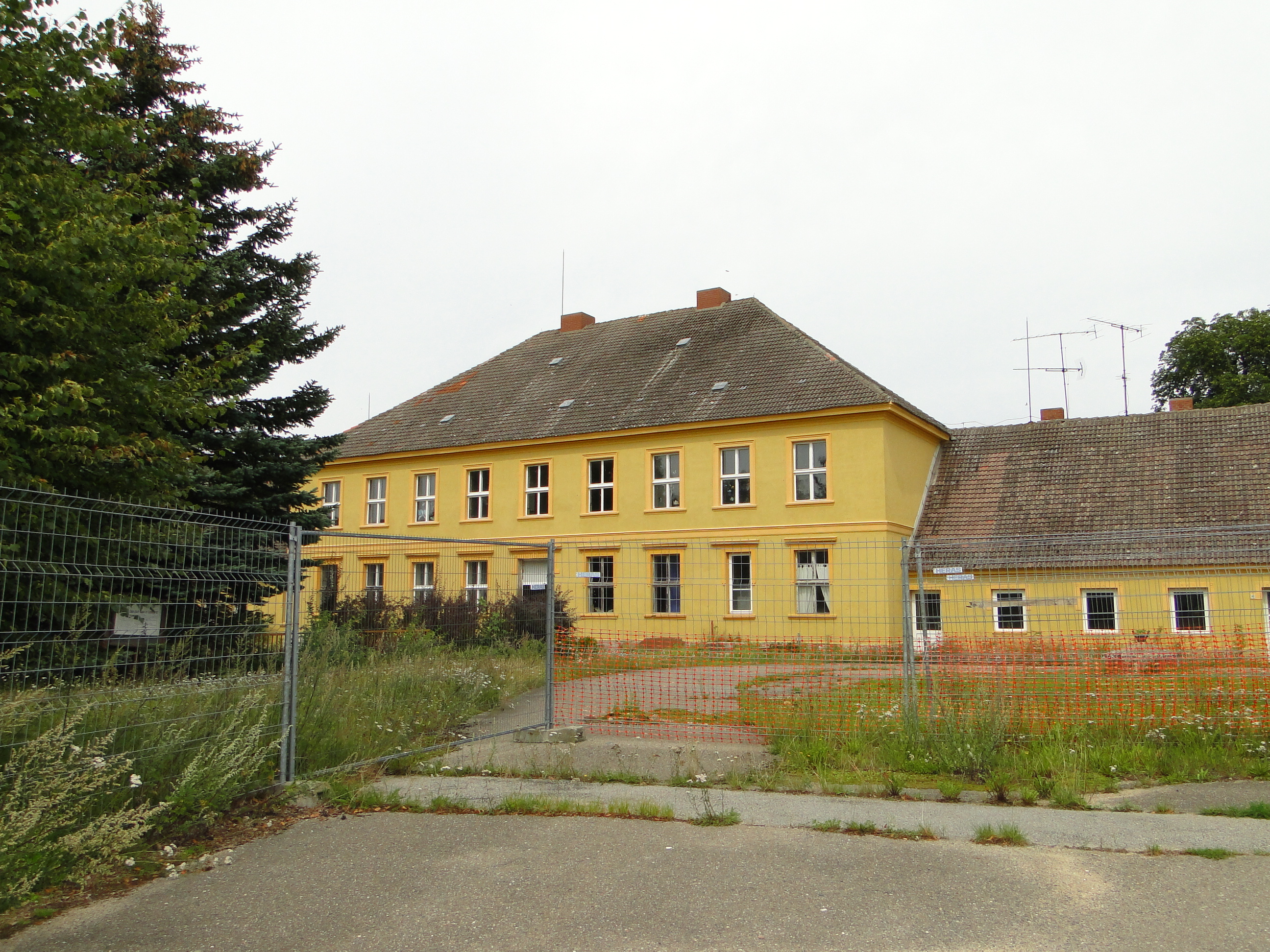
Gutshaus in Eichhorst
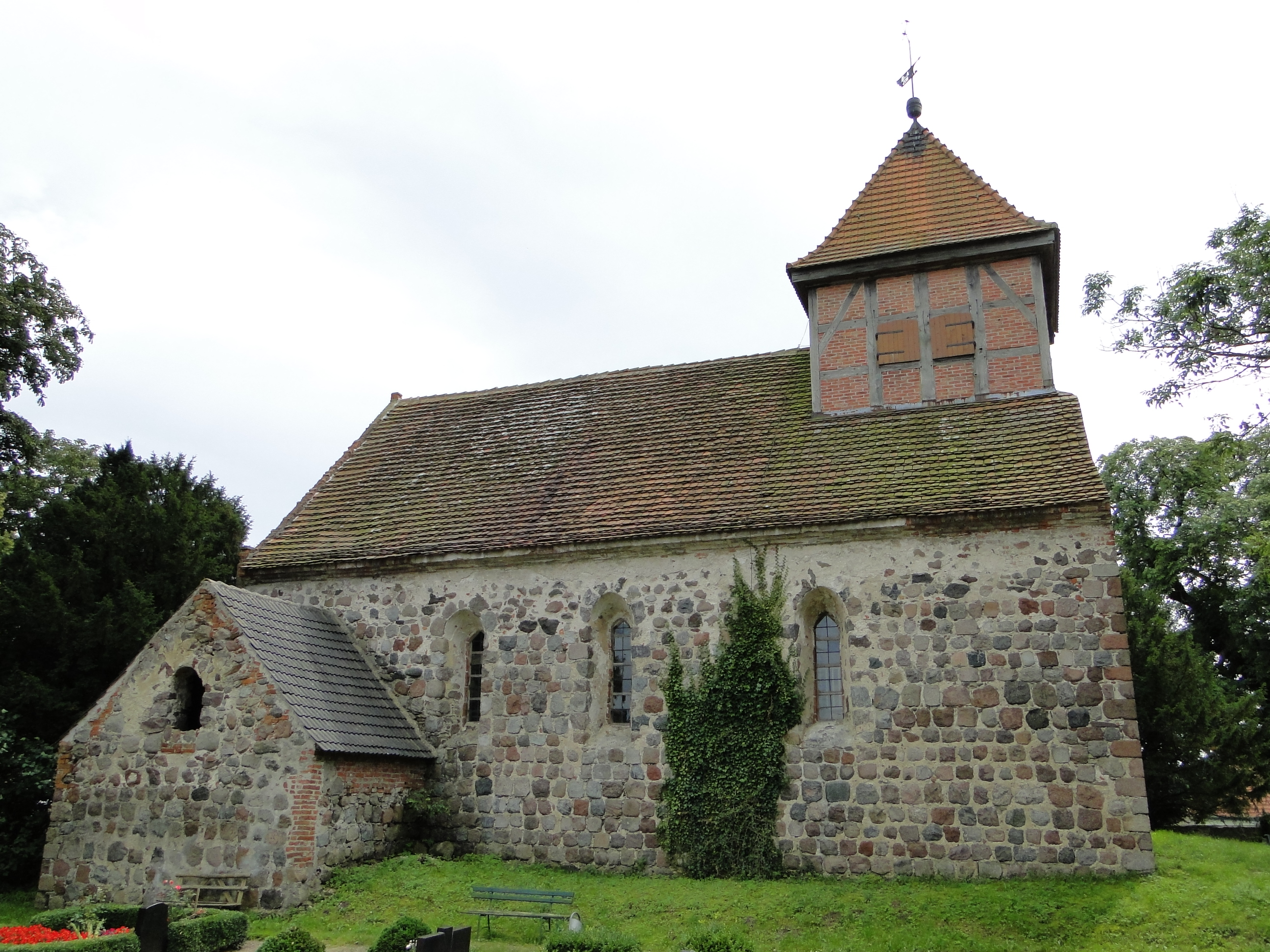
Kirche in Jatzke
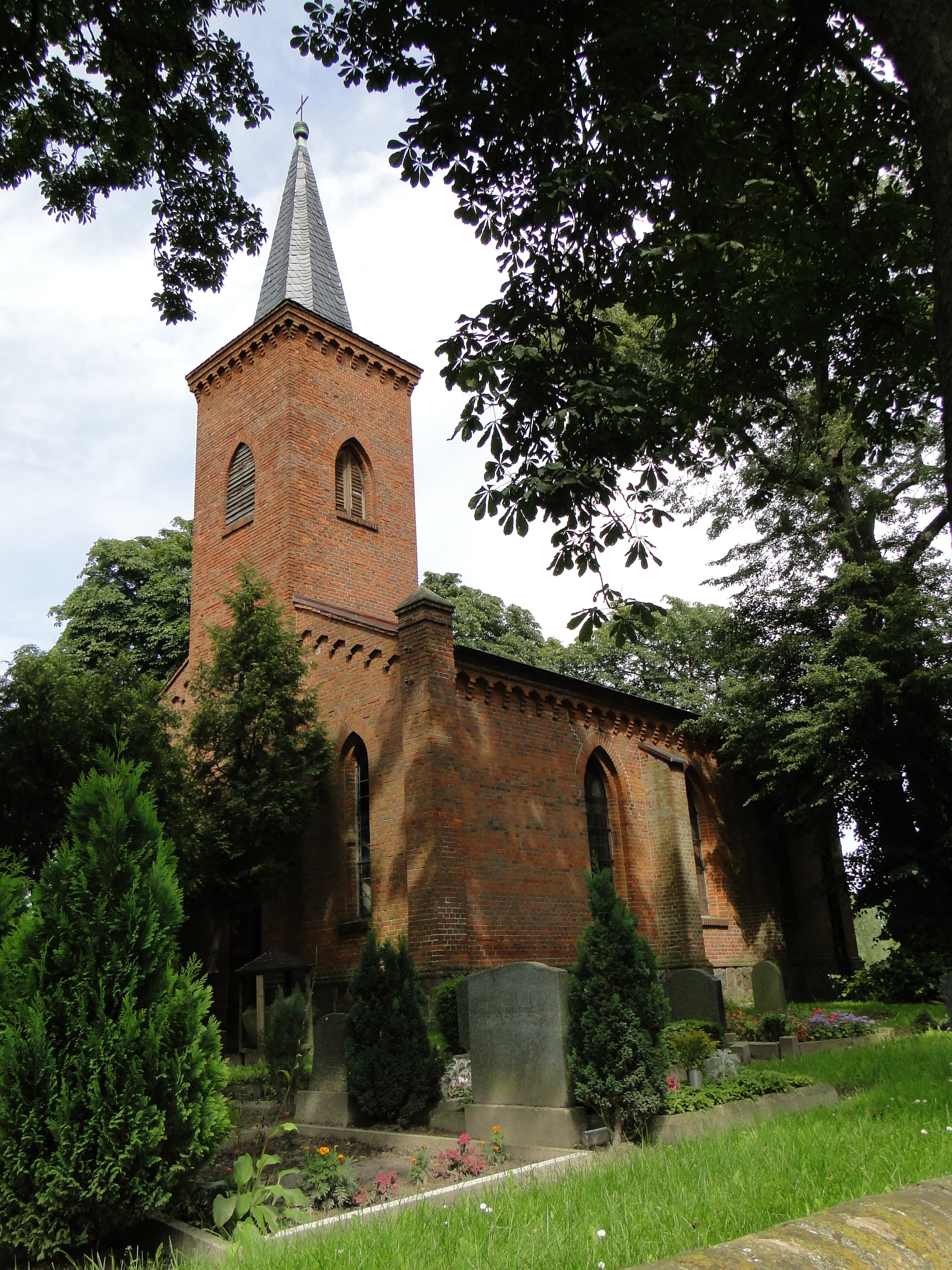
Kirche in Liepen

## Wirtschaft und Infrastruktur
Aus der ehemaligen LPG entstand nach der Wiedervereinigung eine Agrargenossenschaft. Auch einige Landwirte (Wiedereinrichter) bewirtschaften die Äcker der Umgebung.

### Verkehrsanbindung
Es besteht Anschluss an das überregionale Fernstraßennetz (Bundesstraße 197 und Bundesautobahn 20). Der nächste Bahnhof liegt im etwa 15 Kilometer entfernten Sponholz (Strecke Neubrandenburg – Pasewalk – Stettin).

## Persönlichkeiten
- Christoph August von Bredow (1780–1844), preußischer Gutsbesitzer
- Friedrich Kortüm (1788–1858), Historiker, Professor für Geschichte in Bern und Heidelberg